# Synaptura selheimi
Synaptura selheimi es una especie de pez de la familia Soleidae en el orden de los Pleuronectiformes.

## Alimentación
Come insectos acuáticos, crustáceos y peces.

## Distribución geográfica
Se encuentra en las  costas de Australia.